# Saskia Kluit
Saskia Kluit (Haarlemmermeer, 26 mei 1973) is een Nederlands politica voor GroenLinks. Sinds 11 juni 2019 is ze lid van de Eerste Kamer.

## Levensloop
Kluit studeerde Internationale betrekkingen in Amsterdam, en werkte daarna als projectleider in de milieubeweging. Daarnaast maakte zij als producent en regisseur documentaires. In 2009 ging Saskia Kluit werken als manager bij de Fietsersbond, waar zij in 2015 directeur werd en in 2020 vertrok. Sinds november 2020 is ze voorzitter van Rover.

### Politiek
Kluit kwam na de Eerste Kamerverkiezingen 2019 voor het eerst in de Eerste Kamer voor GroenLinks. In de periode 2019 - 2023 was Kluit lid van de vaste Kamercommissies Economische Zaken en Klimaat / Landbouw, Natuur en Voedselkwaliteit; Infrastructuur, Waterstaat en Omgeving; en Buitenlandse Zaken, Defensie en Ontwikkelingssamenwerking. Ook was ze lid van de Nederlandse delegatie naar het Benelux Interparlementair Assemblee.
Als woordvoerder voor de Omgevingswet was Kluit kritisch over de voorgestelde invoeringsdata van die wet, omdat de praktijk niet in staat zou zijn deze goed uit te voeren.
Het partijcongres op 4 februari 2023 zette haar op de kandidatenlijst voor de verkiezingen voor de Eerste Kamer op plaats 4, waarna zij herkozen werd.

## Filmografie
- 2007 - Ivo, de ongeautoriseerde biografie van een gorilla (productie)
- 2010 - Doffer (regie)

## Persoonlijk
Saskia Kluit is getrouwd, heeft twee volwassen zonen en woont in Utrecht.